# Zaliznichne (Odesa)
Zaliznichne  (ucraniano: Залізничне) es una localidad del Raión de Bolhrad en el Óblast de Odesa de Ucrania. Según el censo de 2001, tiene una población de 3487 habitantes.